# 브린 터펠
브린 터펠 경(영어: Sir Bryn Terfel, CBE, 1965년 11월 9일 ~ )은 영국의 바리톤 성악가이다. 《피가로의 결혼》, 《돈 조반니》 등 모차르트의 오페라에서 시작해 바그너의 악극으로 범위를 넓혀 활약했다.
2013년 《니벨룽의 반지》로 제55회 그래미 어워드 최우수 오페라 레코딩 부문 수상자로 선정되는 등 그래미에서 총 4회 수상 및 12회 노미네이트를 기록했다. 그 밖에 클래식 브릿 어워드(Classic Brit Awards)에서의 4회 수상경력이 있다.
옥스퍼드 대학교, 뱅고어 대학교, 왕립음악대학(RCM)에서 명예 박사학위를 받았다.

## 서훈
- 2003년 대영 제국 훈장 3등급(CBE) 수훈[2]
- 2017년 기사작위(Knight Bachelor) 서임[3]